# Рондонийский карипуна
Рондониянский карипуна (Ah’e, Caripuna, Jau-Navo, Juanauo, Kagwahiva, Karipuna, Karipuná de Rondônia, Karipuná do Guaporé) — индейский язык, на котором говорит дюжина человек в штатах Акри и Рондония (берега рек Жамери, Жару, Жасипарана, Кабессирас, Кандеяс, Урупа) в Бразилии.
У карипуна есть диалекты жакария и пама (памана). Носители языков амундава, жума, карипуна, каяби и теньярим называют себя как кавахиб. Эти разновидности очень похожи с разновидностями уру-еу-вау-вау и моререби.
Данный язык карипуна не следует путать с мёртвым языком карипуна, который раньше был распространён в штате Амапа в Бразилии.